# Африканска голяма дропла
Африканската голяма дропла (Ardeotis kori) е вид птица от семейство Otididae. Видът е почти застрашен от изчезване. Африканската голяма дропла е по-голяма от обикновената дропла. Мъжките достигат 120 cm на дължина и тегло до 19 kg. Това са вероятно най-тежките летящи птици сред живеещите днес, докато женските са много по-малки от мъжките и тежат около 5,5 kg.

## Разпространение
Видът е разпространен в Ангола, Ботсвана, Етиопия, Замбия, Зимбабве, Кения, Мозамбик, Намибия, Сомалия, Судан, Танзания, Уганда, Южна Африка и Южен Судан.